# Pod (album)
Pod is het debuutalbum van de Amerikaanse band The Breeders. Het is uitgebracht door het platenlabel 4AD in mei 1990. Het album is in Edinburgh, Schotland opgenomen in de Palladium Studio's. Producer van het album is Steve Albini. 
Volgens Kurt Cobain is Pod een van de invloedrijkste albums van zijn leven. Zo zei Cobain in een interview: "it’s an epic that will never let you forget your ex-girlfriend."

## Nummers
Alle nummers zijn geschreven door Kim Deal, tenzij anders vermeld.
1. "Glorious" (Deal, Halliday) – 3:23
2. "Doe" (Deal, Halliday) – 2:06
3. "Happiness Is a Warm Gun" (Lennon/McCartney) – 2:46
4. "Oh!" – 2:27
5. "Hellbound" – 2:21
6. "When I Was a Painter" – 3:24
7. "Fortunately Gone" – 1:44
8. "Iris" – 3:29
9. "Opened" – 2:28
10. "Only in 3's" (Deal, Donnelly) – 1:56
11. "Lime House" – 1:45
12. "Metal Man" (Deal, Wiggs) – 2:46